# Žarnovica
Žarnovica (Duits: Scharnowitz, Hongaars: Zsarnóca, Latijn: Zarnovia) is een Slowaakse gemeente in de regio Banská Bystrica, en maakt deel uit van het district Žarnovica.
Žarnovica telt 6522 inwoners en ligt aan de rivier Hron.
Žarnovica werd in 1332 voor het eerst schriftelijk vermeld. De gemeente bestaat uit de volgende kernen. Tussen haakjes staat het jaar waarin het stadsdeel of dorp bij de gemeente werd gevoegd.
- Lukavica
- Revištské Podzámčie (1971)
- Žarnovica
- Žarnovická Huta (1960)

Brehy · Hodruša-Hámre · Horné Hámre · Hrabičov · Hronský Beňadik · Kľak · Malá Lehota · Nová Baňa · Orovnica · Ostrý Grúň · Píla · Rudno nad Hronom · Tekovská Breznica · Veľká Lehota · Veľké Pole · Voznica · Žarnovica · Župkov